# Melanochelys
Melanochelys Gray, 1869 è un genere della famiglia dei Geoemididi. Le tartarughe ad esso ascritte sono originarie di India, Bangladesh, Myanmar, Sri Lanka e Nepal.

## Tassonomia
Comprende le seguenti specie:
- Melanochelys tricarinata (Blyth, 1856) - tartaruga tricarinata terricola
- Melanochelys trijuga (Schweigger, 1812) - tartaruga nera indiana